# Maria Lucineida da Silva
Maria Lucineida da Silva (* 28. November 2001) ist eine brasilianische Leichtathletin, die sich auf den Langstreckenlauf spezialisiert hat.

## Sportliche Laufbahn
Erste internationale Erfahrungen sammelte Maria Lucineida da Silva bei den Crosslauf-Weltmeisterschaften 2019 in Aarhus, bei denen sie nach 24:43 min auf den 83. Platz im U20-Rennen gelangte. 2021 siegte sie in 16:51,67 min im 5000-Meter-Lauf sowie in 35:25,83 min über 10.000 Meter bei den U23-Südamerikameisterschaften in Guayaquil. Anschließend gewann sie bei den erstmals ausgetragenen Panamerikanischen Juniorenspielen in Cali in 16:39,77 min die Silbermedaille über 5000 Meter hinter der Mexikanerin Anahí Álvarez und im 10.000-Meter-Lauf sicherte sie sich in 35:10,83 min die Bronzemedaille hinter der Peruanerin Sofia Mamani und María de Jesús Ruíz aus Mexiko. 2022 siegte sie in 16:45,90 min erneut über 5000 Meter bei den U23-Südamerikameisterschaften in Cascavel und gewann in 34;45,29 min die Silbermedaille über 10.000 Meter hinter der Peruanerin Mamani. Im Jahr darauf belegte sie bei den Südamerikameisterschaften in São Paulo in 35:58,0 min den neunten Platz über 10.000 Meter und anschließend gelangte sie bei den Weltmeisterschaften in Budapest nach 35:54,18 min auf Rang 21.
2023 wurde da Silva brasilianische Meisterin im 10.000-Meter-Lauf.

## Persönliche Bestleistungen
- 5000 Meter: 16:22,29 min, 10. Juni 2023 in Loughborough
- 10.000 Meter: 34:02,61 min, 24. Juni 2022 in Rio de Janeiro